# Маркус Беттінеллі
Маркус Беттінеллі (англ. Marcus Bettinelli; нар. 24 травня 1992, Камбервелл, Англія) — англійський футболіст, воротар англійського клубу «Манчестер Сіті».

## Клубна кар'єра
Є вихованцем футбольної Академії «Фулгема», з яким у 2010 році підписав перший професійний контракт. У сезонах 2012/13 та 2013/14 для отримання ігрової практики двічі вирушав в оренду — спочатку до клубу Національної Конференції «Дартфорд», а потім до клубу Ліги Два «Аккрінгтон Стенлі».
З 2014 року зі змінним успіхом став виступати за основний склад «Фулгема», провівши у тому числі 7 матчів у Прем'єр-Лізі у сезоні 2018/19. За підсумками сезону 2019/20 знову пробився разом зі своїм клубом у Прем'єр-Лігу, проте 10 вересня 2020 року на правах річної оренди відправився в «Мідлсбро», який виступає в Чемпіоншипі.
29 липня 2021 року на правах вільного агента перейшов до «Челсі», уклавши дворічний контракт.

## Кар'єра за збірну
У листопаді 2014 року вперше був викликаний до молодіжної збірної Англії на матчі проти Португалії та Франції. Єдину гру за «молодіжку» зіграв 27 березня 2015 проти команди Чехії (1:0).
У вересні 2018 викликався в першу збірну Англії на матчі проти Іспанії та Швейцарії, але на поле не вийшов.

## Особисте життя
Батько — Вік Беттінеллі, футболіст італійського походження, вихованець «Джиллінгема», який грав на аматорському рівні. Після закінчення кар'єри працював тренером воротарів у «Крістал Пелас», «Кролі Таун», «Фулгемі».

## Досягнення
- Переможець плей-оф Футбольної ліги Англії (2): 2017/18, 2019/20
- Переможець Клубного чемпіонату світу: 2021
- Переможець Ліги конференцій УЄФА: 2024/25